# Соблес, Рикардо
Рикардо Томас Соблес Уолдмейер (исп. Ricardo Tomás Solbes Waldmeyer; род. 8 июля 2006) — аргентинский футболист, нападающий клуба «Рома».

## Клубная карьера
Соблес — воспитанник клубов «Эль Балон», СИФ 18 и «Дефенса и Хустисия». 28 июля 2023 года в матче против «Унион Санта-Фе» он дебютировал в аргентинской Примере в составе последних. Летом того же года Соблес подписал контракт с итальянской «Ромой», подписав контракт на 5 лет, начав выступление за молодёжный состав.